# Skærbæk
Skærbæk (deutsch Scherrebek) anhörenⓘ ist eine dänische Kleinstadt mit 3214 Einwohnern (Stand 1. Januar 2025) an der Westküste von Sønderjylland (Nordschleswig).

## Lage und Geschichte
Skærbæk liegt etwa 13 km östlich der Insel Rømø, 17 km nordwestlich von Løgumkloster, 21 km südlich von Ribe und 26 km nördlich von Tønder. Die Nordsee ist in westlicher Richtung ungefähr 4 km entfernt.
Die Stadt liegt im Kirchspiel Skærbæk (dänisch Sogn), das bis 1970 zur Harde Hviding Herred im damaligen Tønder Amt gehörte. Danach wurde die Stadt Zentrum einer eigenen Kommune, der Skærbæk Kommune im damaligen Sønderjyllands Amt, die im Zuge der Kommunalreform zum 1. Januar 2007 in der „neuen“  Tønder Kommune in der Region Syddanmark aufgegangen ist.
Die Kirche von Skærbæk stammt aus dem 13. Jahrhundert und liegt im Norden der Stadt.
In einem alten Kaufmannshof von 1909 befindet sich heute ein Lokalmuseum. Unter anderem wird dort eine Ausstellung über die Dänische Wiedervereinigung von 1920 gezeigt: Skærbæk war unter dem deutschen Namen Scherrebek ab 1864 Teil des Deutschen Bundes und gehörte später als preußische Provinz Schleswig-Holstein zum Deutschen Reich; 1920 fiel es an Dänemark zurück.
In Melby, dem südwestlichen Teil von Skærbæk, gibt es das historische Melbyhus aus dem Jahr 1688 und den Melby Kro von 1651.
Freizeitangebote sind beispielsweise ein Bowlingcenter, eine Schwimmhalle und eine Speedwaybahn.
Den Marsk Tårnet, einen 25 m hohen Aussichtsturm in Form einer Doppelhelix aus Cortenstahl in der Nähe des Marsk Camps, einem Campingplatz mit Wohnmobilstellplätzen, errichtete die Ortsgemeinde 2021 zur Förderung des Tourismus.

## Verkehr
Skærbæk ist ein regionales Handelszentrum im Hinterland der süderjütischen Marsch und gleichzeitig ein Verkehrsknotenpunkt mit dem Bahnhof Skærbæk an der Bahnstrecke Bramming–Tønder und der Kreuzung der Primærrute 11 mit der Sekundærrute 175, die über den Rømødæmningen (dt.: Rømø-Damm) durch das Wattenmeer nach Rømø führt.

## Kunstwebschule Scherrebek

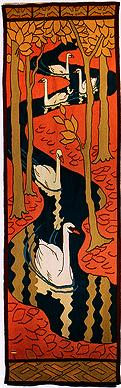
Otto Eckmann: Fünf Schwäne, 1897

Von 1896 bis 1905 war Scherrebek Sitz einer Kunstwebschule, die unter dem deutschen Namen des Ortes als Scherrebeker Kunstwebschule bekannt wurde. Bei ihrer Gründung durch den Ortsgeistlichen Johannes Jacobsen sollte sie dazu dienen, dänischen Frauen unter deutscher Leitung nicht nur die Bildwirkerei, sondern vor allem die deutsche Sprache beizubringen. Über diese eng nationalistische Zielsetzung wuchs die Schule hinaus, als der Gründer und Leiter des Hamburger Museums für Kunst und Gewerbe, der Jurist Justus Brinckmann, Künstler wie Otto Eckmann, Walter Leistikow, Heinrich Vogeler und Hans Christiansen als Mitarbeiter für die Scherrebeker Einrichtung gewinnen konnte. Der produktivste Künstler war mit 26 als Bildteppiche umgesetzten Entwürfen Gadso Weiland. Die an der Kunstwebschule hergestellten Wandteppiche und Behänge schlossen sich dem Jugendstil nicht nur an und spiegelten ihn wider, sondern prägten ihn mit. Nach kurzer Blüte ging die Webschule auf Grund interner Streitigkeiten 1905 in Konkurs.
Die größte Sammlung von Scherrebeker Bildwirkereien findet sich im Flensburger Museum Museumsberg.

## Persönlichkeiten
- Der Arzt Johannes Scherbeck wurde 1553 als Sohn des Pastors Jakob Lauritzen geboren und benannte sich später nach seinem Geburtsort.
- Morten Schuldt-Jensen (* 1958 in Skærbæk), Dirigent und Professor für Chor- und Orchesterdirigieren an der Hochschule für Musik Freiburg.

## Fotogalerie

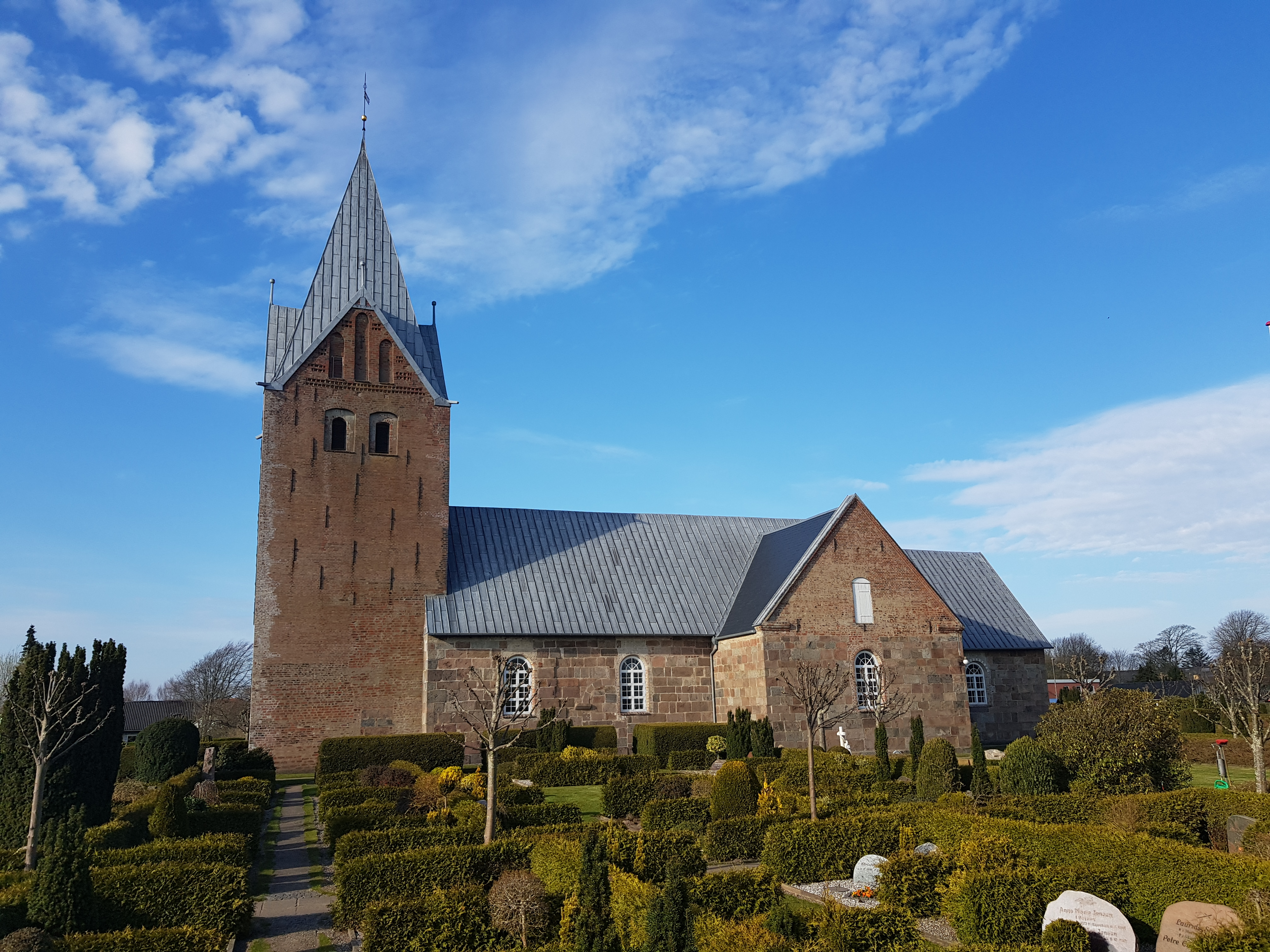
Die Skærbæk Kirke
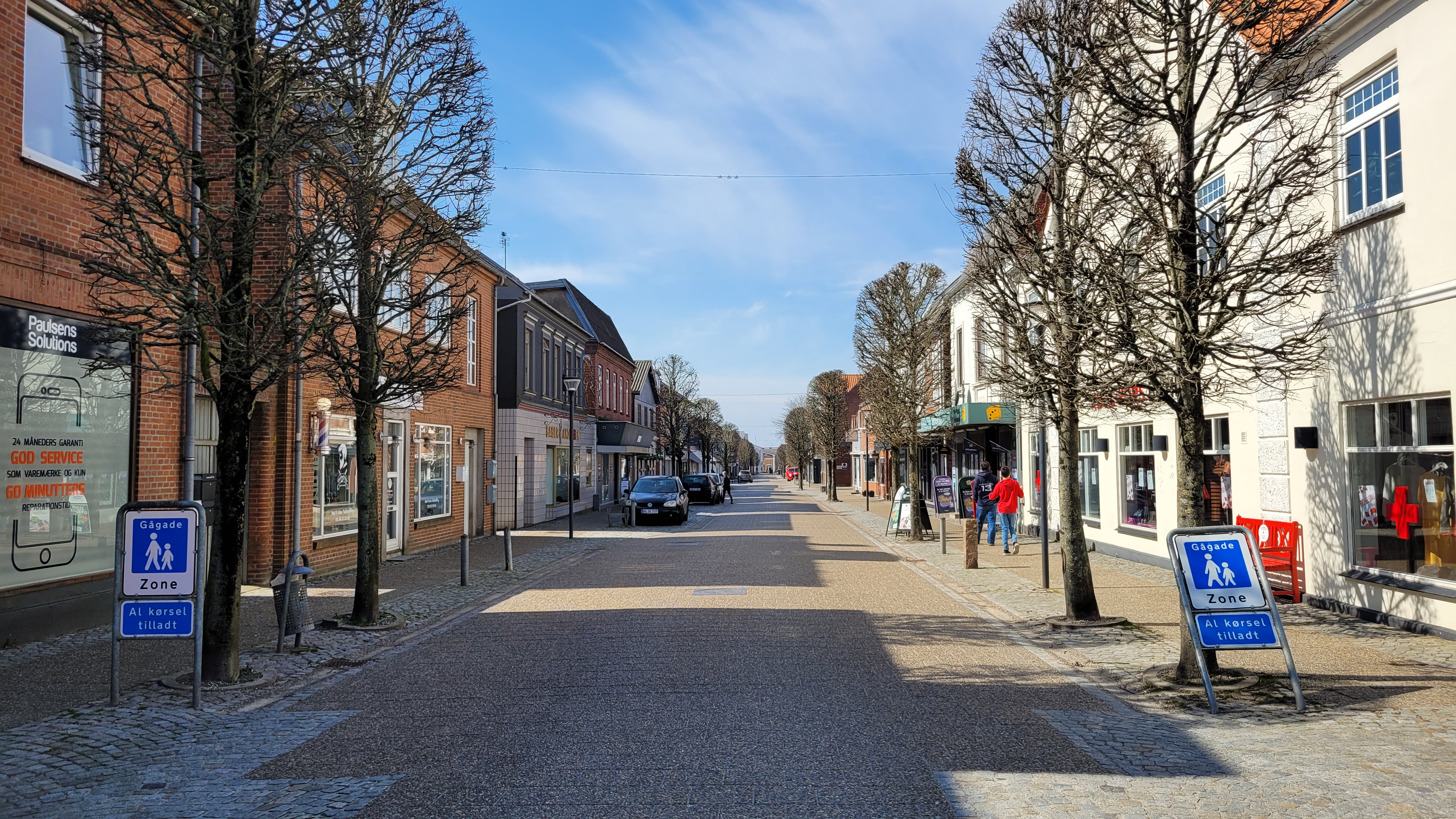
Fußgängerzone von Skærbæk
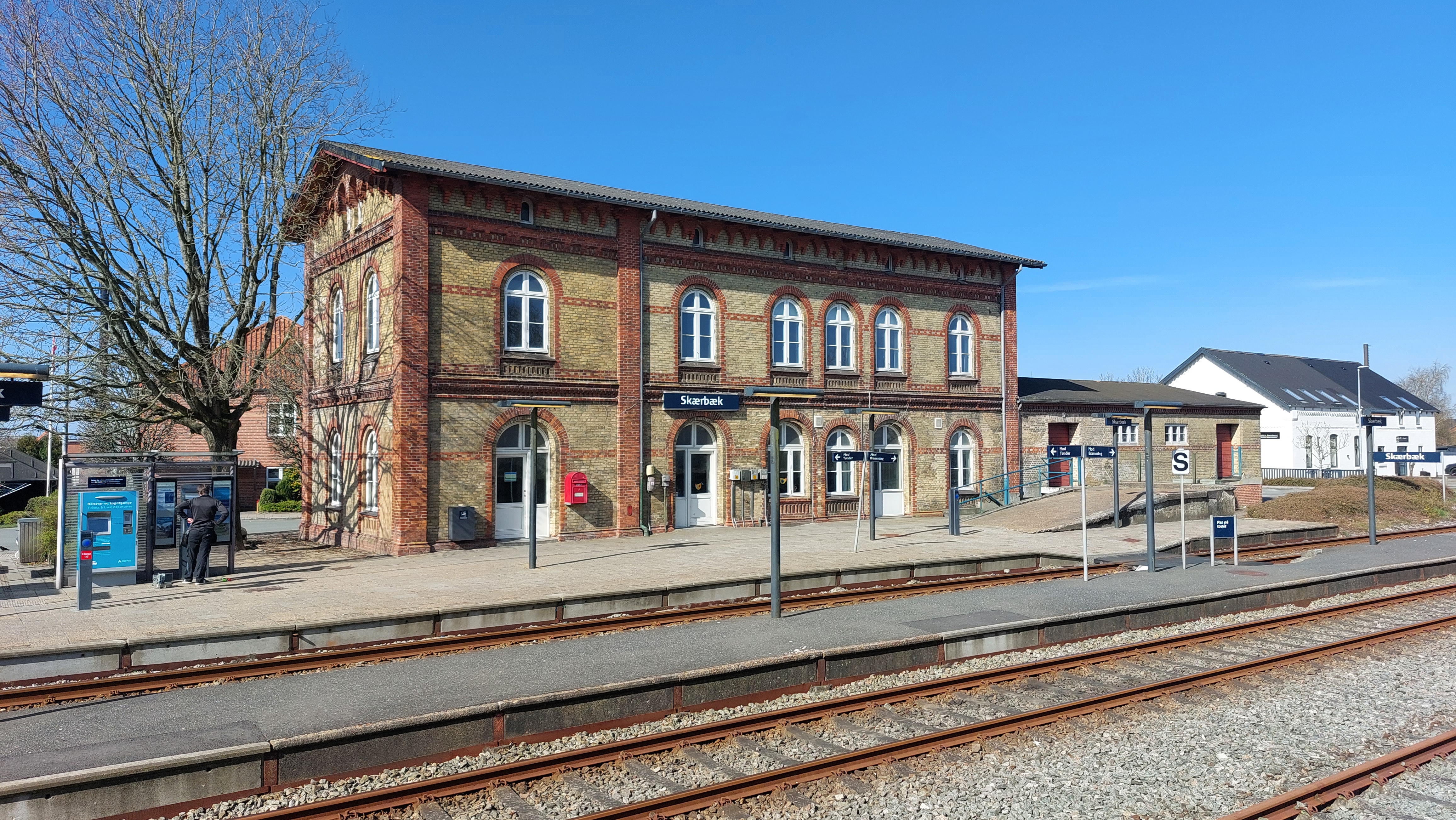
Der Bahnhof von Skærbæk
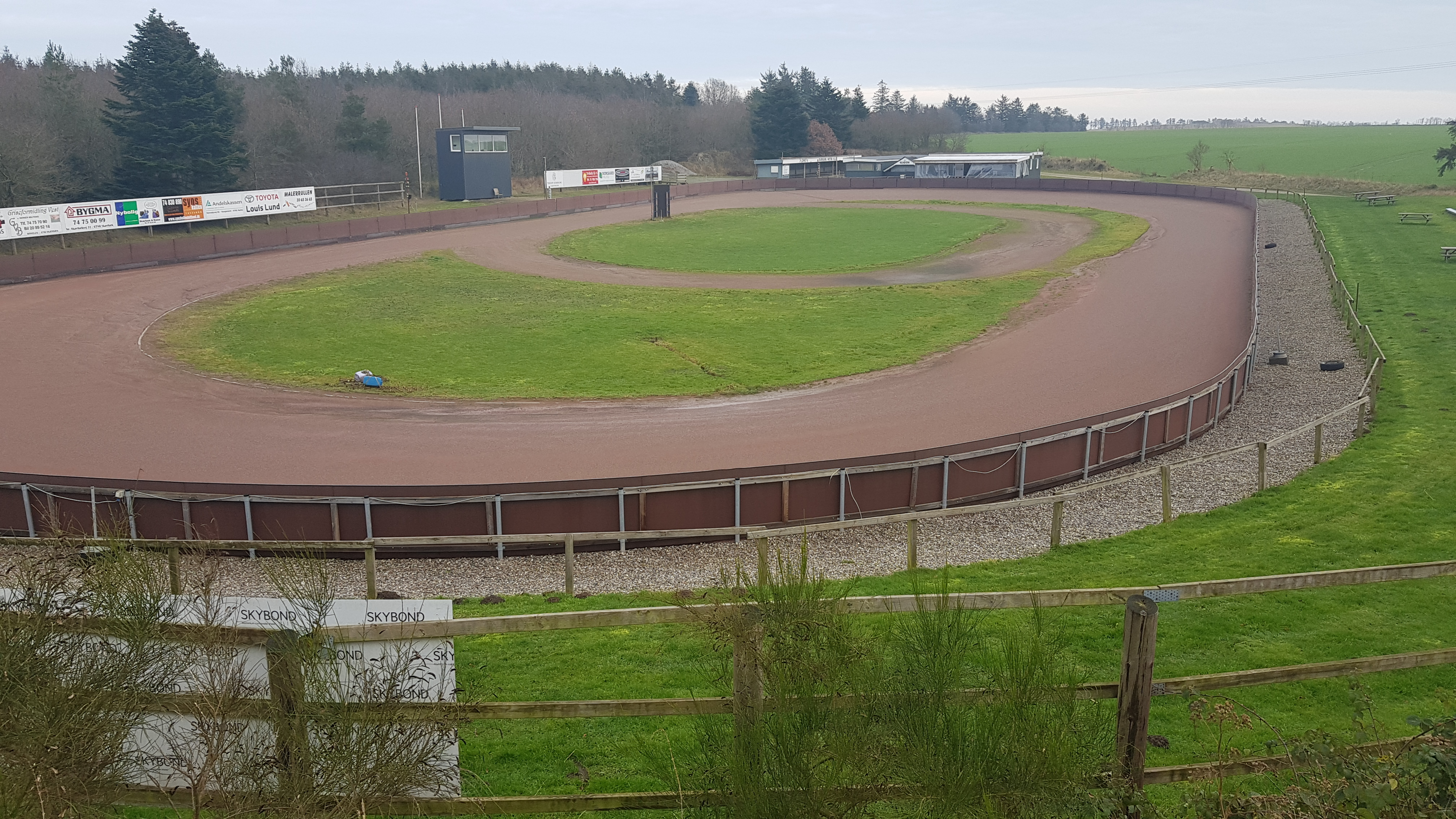
Die Speedwaybahn der Stadt
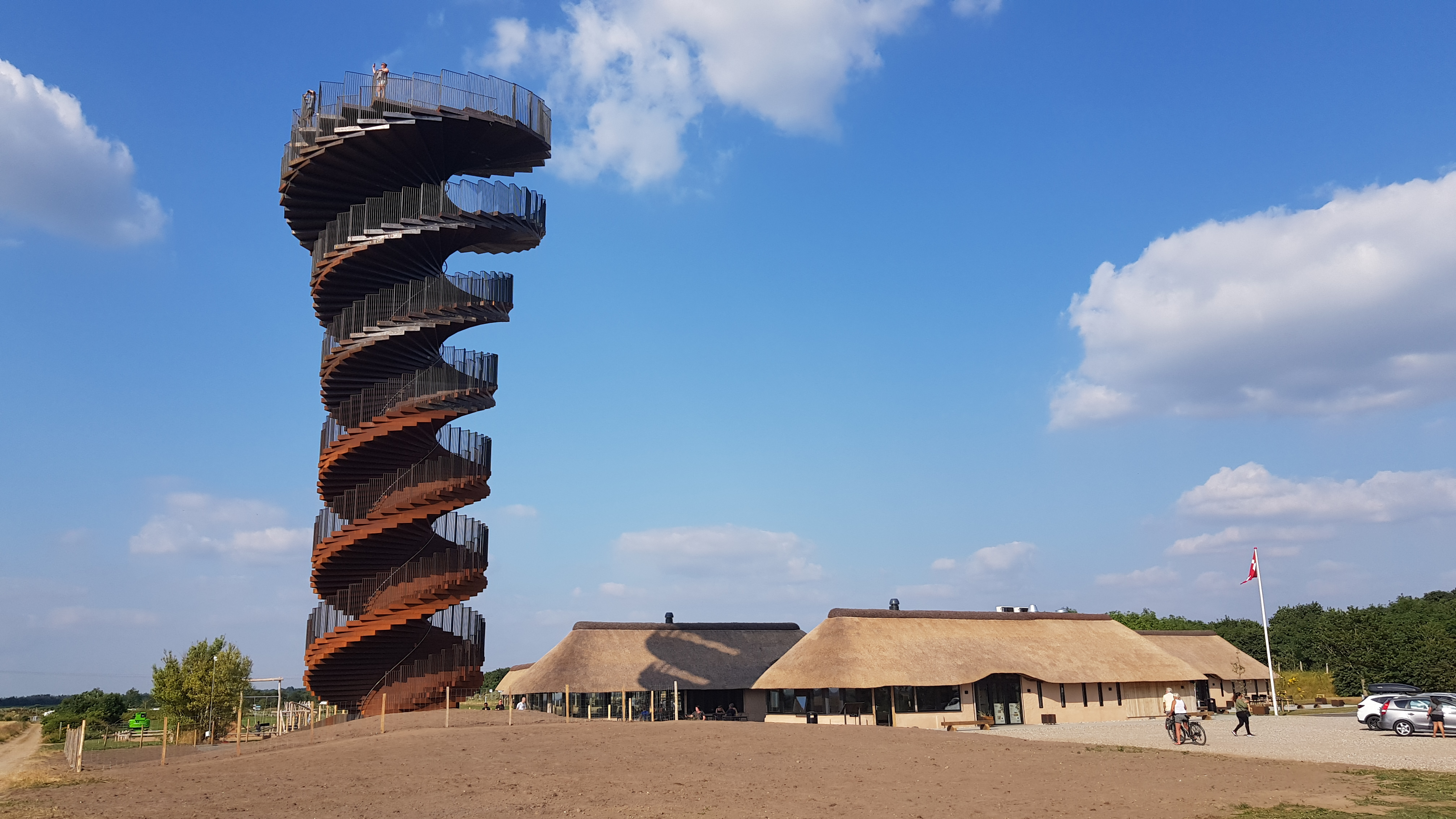
Marsk Tower